# Dodges Ferry
Dodges Ferry ist eine kleine Stadt im Südosten von Tasmanien. Der Ort ist 42 km von Hobart und
17 km von Sorell entfernt.
Der Ort wurde nach Ralph Dodge benannt, der ab den 1820er Jahren eine Fähre nach Pittwater betrieb. Der Ort wird heute vor allem von Touristen besucht und beherbergt mehrere Hotels, Restaurants, Bars und Cafés.